# Drosophila palniensis
Drosophila palniensis este o specie de muște din genul Drosophila, familia Drosophilidae, descrisă de Hegde și Shakunthala în anul 1999. Conform Catalogue of Life specia Drosophila palniensis nu are subspecii cunoscute.